# 天主教蒙得維的亞總教區
天主教蒙得維的亞總教區（拉丁語：Archidioecesis Montisvidei）是羅馬天主教在烏拉圭的一個教省總教區，下轄九個教區，是該國唯一的總教區。
總教區成立於1897年4月14日（1832年8月14日設宗座代牧區，1878年7月13日升為教區），位於蒙得維的亞省，2004年有850,000名教友（佔轄區總人口63.0%）、244名司鐸和七十七個堂區。現任總主教為達尼爾·費爾南多·斯圖拉·貝爾歐韋特準樞機。